# John Carter Allen et Charles Manning Allen

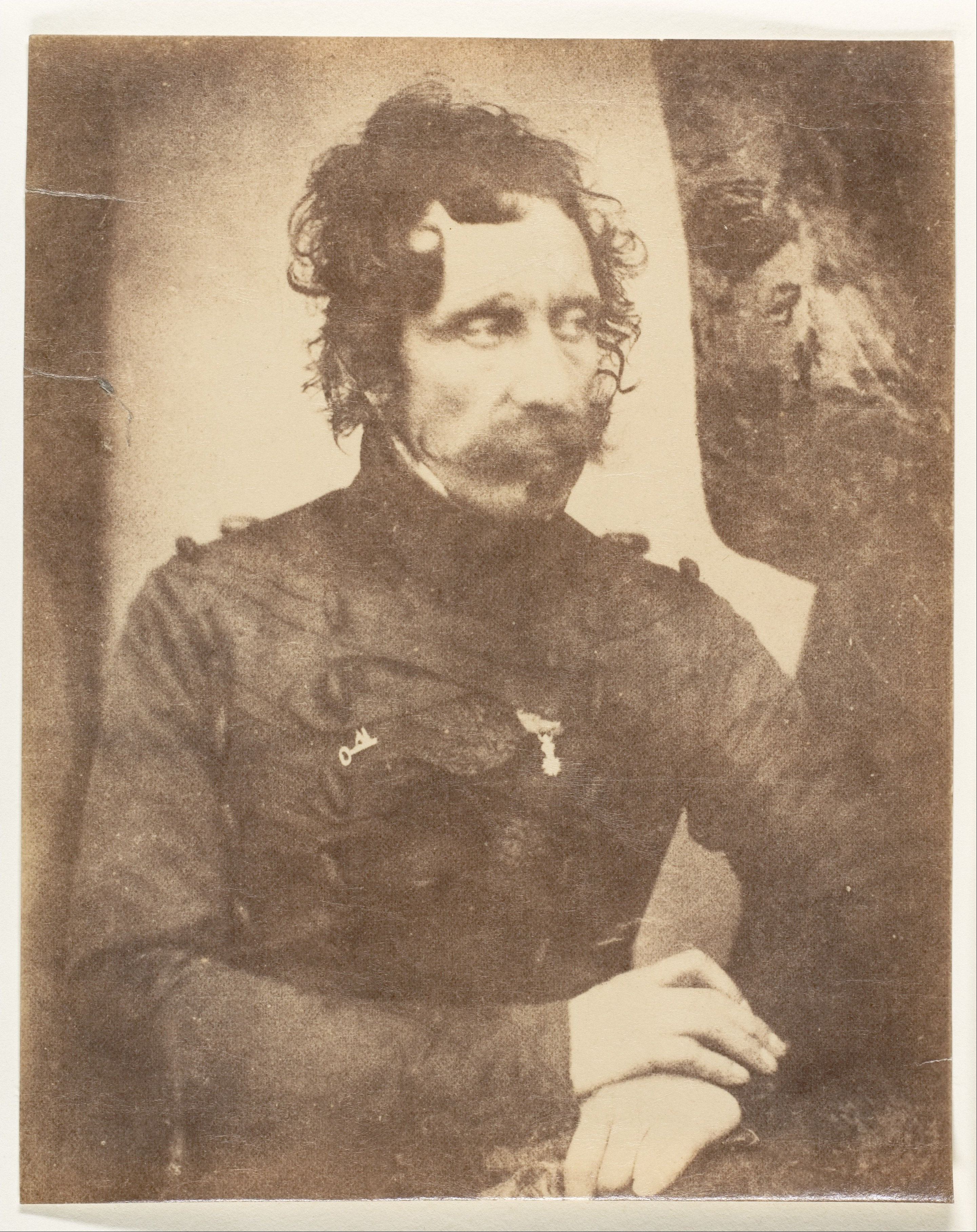
Sobieski Stuart, dynastie écossaise des Stuart, dont les Allen sont persuadés de descendre par leur grand-père.

Les frères John Carter Allen et Charles Manning Allen (respectivement vers 1795-1872 et vers 1799-1880) sont deux Anglais qui ont fortement contribué à la renaissance des traditions écossaises au XIXe siècle notamment du costume traditionnel, par l'intermédiaire de deux ouvrages superbement illustrés, le Vestiarium Scoticum et The Costume of the Clans, dont le contenu s'est pourtant avéré être purement et simplement inventé par les auteurs.

## Biographie
Les frères John et Charles Allen sont nés au Pays de Galles d'un officier de marine, Thomas Hay Allen (1773 - 14 février 1852), et de son épouse, Katherine, fille d'un ecclésiastique et antiquaire, Owen Manning, qui a été vicaire de Godalming dans le comté de Surrey, en Angleterre, pendant plusieurs années. Ils ont une sœur, Catherine May Allen, qui épousera le comte Ferdinand de Lancastro.
Ils sont persuadés qu'ils descendent de la dynastie écossaise des Stuart et que leur véritable grand-père paternel serait en fait le prince « Bonnie » Charles Édouard Stuart, dont la mère, Maria Clementina Sobieska, était la petite-fille du roi polonais Jean III Sobieski. Une affirmation qui étonne d'ailleurs fortement leur propre père lui-même… Du fait de cette prétendue ascendance, ils revendiquent le titre de « comte d'Albanie » (Count d'Albanie) ; l'épouse de Charles Édouard Stuart, Louise de Stolberg-Gedern, portait en effet le titre de « comtesse d'Albany ». Cette revendication sera continuée par le fils de Charles qui se fera enterrer sous ce titre.
Ils quittent le Pays de Galles pour s'installer en Écosse, s'habillent en costume traditionnel écossais (kilt, plaid…) et se convertissent au catholicisme. Ils changent plusieurs fois leur nom de famille : ils transforment « Allen » en « Allan » qui fait plus écossais, puis ils se font appeler « Hay Allan », et enfin « Hay », ce qui les rapproche des comtes d'Eroll, titre créé en 1453 pour Sir William Hay. Pour signer le Vestiarium Scoticum et The Costume of the Clans, ils utilisent comme noms de plume, respectivement « John Sobieski Stuart »  et « Charles Edward Stuart »
Ils sont bien reçus en Écosse où Thomas Fraser, Lord de Lovat, leur offre en 1838 une maison située sur l'île de Eilean Aigas sur le Beauly, un fleuve côtier qui se jette dans la baie Beauly Firth. Ils s'y entourent d'une petite cour, à la manière des souverains.
En 1842, ils publient le Vestiarium Scoticum, un ouvrage de 109 pages, contenant 76 planches portant des reproductions en couleurs de grande qualité de tartans, dont ils prétendent qu'ils les ont fidèlement exécutés à partir de leur description textuelle provenant d'une copie d'un manuscrit inconnu datant de l'an 1571 et conservé à la bibliothèque du collège des Écossais (Scots College) à Douai. Le dessin de chaque tartan y est attribué explicitement à un clan écossais. Mais, dès avant la publication de l'ouvrage, Sir Walter Scott, qui avait eu auparavant accès au texte, avait mis en doute l'authenticité de son contenu, ainsi que l'existence même du manuscrit d'origine.
Cela n'empêche pas les deux frères de publier en 1845 un nouvel ouvrage, encore plus superbement illustré que le Vestiarium et intitulé The Costume of The Clans. Dans ce livre ils n'hésitent pas à multiplier les références prétendument historiques dont certaines, comme les fameux poèmes d'Ossian publiés par le poète James Macpherson, sont connues pour être de pures supercheries littéraires.
En 1847, les frères Allen publie, sous les noms de « John Sobieski Stuart » et « Charles Edward Stuart », un ouvrage intitulé The Tales of the Century, dans lequel ils insinuent qu'il existe des héritiers mâles en ligne directe de la dynastie des Stuart et que de plus, ils font eux-mêmes partie de ces héritiers. La révélation de ces revendications entrainera, en réaction, la publication d'un court article anonyme dans la Quarterly Review du mois de juin, dont le contenu concernera essentiellement une critique de l'authenticité du Vestiarium Scoticum.
La même année, à la suite de la controverse liée à la publication du Vestiarium Scoticum, ils sont contraints de quitter l'Écosse et vont s'établir en France. John décède le 13 février 1872 dans le quartier de Pimlico à Londres, tandis que son jeune frère Charles meurt le 25 décembre 1880 sur un bateau à vapeur au cours d'un voyage vers la France. Ils sont tous les deux enterrés en Écosse.

## La controverse sur l'authenticité duVestiarium Scoticum
Bien avant la publication du Vestiarium Scoticum, vers la fin des années 1820, les frères Allen avaient présenté à leur protecteur, l'écrivain Sir Thomas Dick Lauder, un manuscrit contenant des motifs de tartans. Dans le Vestiarium, ils affirment que ce manuscrit (connu sous le nom de « manuscrit Cromarty »), daté de 1721, est dérivé du manuscrit de Douai. 
En 1829, Sir Thomas Lauder, enthousiaste après avoir lu le texte du livre des frères Allen, décide d'écrire à Walter Scott, le célèbre auteur d'Ivanhoé, pour lui en faire part. Walter Scott lui répond en indiquant son scepticisme sur l'authenticité du contenu du livre. Il met en avant l'absence de la moindre preuve relative au manuscrit, ainsi que des détails comme le titre du manuscrit lui-même qui lui semble être du « faux latin » (false Latin), ou encore le fait que les habitants des Lowlands ne portaient pas de tartans…
Le livre sera tout de même publié en 1842.
Dans le numéro de juin 1847 de la revue Quarterly Review, parut un article anonyme démontant les affirmations de John Sobieski Stuart  et affirmant que le Vestiarium Scoticum était un « faux » (en anglais : a forgery). Les auteurs de l'article étaient en fait George Skene de l'Université de Glasgow et le révérend Dr. Mackay, l'éditeur du dictionnaire de gaélique écossais de la Highland Society. Les frères Allen publièrent une réponse à cet article sous la forme d'une brochure intitulée A reply to the Quarterly Review, upon the Vestiarium Scoticum.
En 1980, Donald Calder Stewart et Joseph Charles Thompson publient un ouvrage intitulé Scotland's Forged Tartans: An Analytical Study of the "Vestiarium Scoticum", qui démonte méticuleusement toutes les affirmations du Vestiarium Scoticum afin de prouver qu'il s'agit bien d'une mystification.